# Диплутонийгептагаллий
Диплутонийгептагаллий — бинарное неорганическое соединение
плутония и галлия
с формулой Ga7Pu2,
кристаллы.

## Получение
- Сплавление стехиометрических количеств чистых веществ:

{\displaystyle {\mathsf {2Pu+7Ga\ {\xrightarrow {200^{o}C}}\ Ga_{7}Pu_{2}}}}

## Физические свойства
Диплутонийгептагаллий образует кристаллы
тетрагональной сингонии,

параметры ячейки a = 0,4257 нм, c = 0,9695 нм, Z = 1
.
Соединение образуется по перитектоидной реакции при температуре 200°С.

## Химические свойства
- Разлагается при нагревании:

{\displaystyle {\mathsf {2Ga_{7}Pu_{2}\ {\xrightarrow {>200^{o}C}}\ Ga_{11}Pu_{3}+Ga_{3}Pu}}}